# Tschumipaviljoen
Het Tschumipaviljoen is een paviljoen voor het weergeven van met name kunstuitingen op het gebied van beeld en geluid aan westzijde van het Hereplein in de Nederlandse stad Groningen. Volgens de stichting die het paviljoen exploiteert is dit het enige in zijn soort in de wereld.

## Algemeen
Het paviljoen werd in 1990 ontworpen door de Frans-Zwitserse architect Bernard Tschumi die het zelf Glass Video Gallery noemde.
De wanden en plafond van het paviljoen zijn van glas en de vloer bestaat uit stalen roosters. Het paviljoen is gekanteld en scheef geplaatst op een betonnen fundering en is 18 m lang, 3,60 m breed en 2,50 m hoog. Aan de hoge kant is een trap geplaatst. In het interieur bevinden zich glazen wanden, die haaks op de lengterichting zijn geplaatst en zo vijf kleine compartimenten vormen.
Tschumi gebruikt het deconstructivisme als principe voor zijn werk; het verstoren en ontleden van gangbare architecturale constructies en vormen om zo de maatschappelijke chaos te verbeelden. Bij het paviljoen werd dit principe toegepast door de klassieke donkere projectieruimte voor het vertonen van films die doorgaans afgesloten is voor mensen van buiten om te keren door deze beelden op straat te tonen. Tschumi beschouwt in de architectuur de gebeurtenissen die plaatsvinden in een ruimte als even belangrijk als de ruimte zelf.

## Geschiedenis
Het ontwerp vond plaats in het kader van de kunstmanifestatie What a Wonderful World. Music Video’s in Architecture, die in 1990 ter gelegenheid van de viering van 950 jaar stad Groningen werd georganiseerd door het Groninger Museum en de gemeente Groningen. Naast het Tschumipaviljoen verrezen in het kader van deze manifestatie nog een vijftal bouwwerken in de stad, waarvan na de manifestatie het Tschumipaviljoen en Video Bus Stop van Rem Koolhaas op het Emmaplein een permanent karakter kregen. Het paviljoen Video Folley van Coop Himmelblau op de plek van de huidige Museumbrug, het paviljoen van Peter Eisenman op de singel hier vlakbij en het paviljoen van Zaha Hadid op de Vismarkt werden wel afgebroken.
Nadat de manifestatie was afgelopen wist de gemeente niet wat men ermee aan moest. Plannen voor een 'Primafoonwinkel' van de PTT en gebruik als voorpost van het Groninger Museum werden afgeblazen en de 'glazen kijkdoos' stond daarop een aantal jaar leeg. Na enkele incidentele tentoonstellingen werd het paviljoen vanaf eind 1994 onder leiding van oud-galeriehouder Marinus de Vries door zijn Stichting De School ingezet voor diverse kunstuitingen rond multimedia.
In 2005 dreigde de gemeente onder druk van de Groningse VVD en D66 de programmering openbaar aan te besteden, omdat er in de jaren ervoor te weinig tentoonstellingen plaatsvonden en het paviljoen het grootste deel van het jaar leeg stond. Stichting De School wist de programmering echter te behouden. Zij wijzigde hetzelfde jaar haar naam in Stichting Tschumipaviljoen.

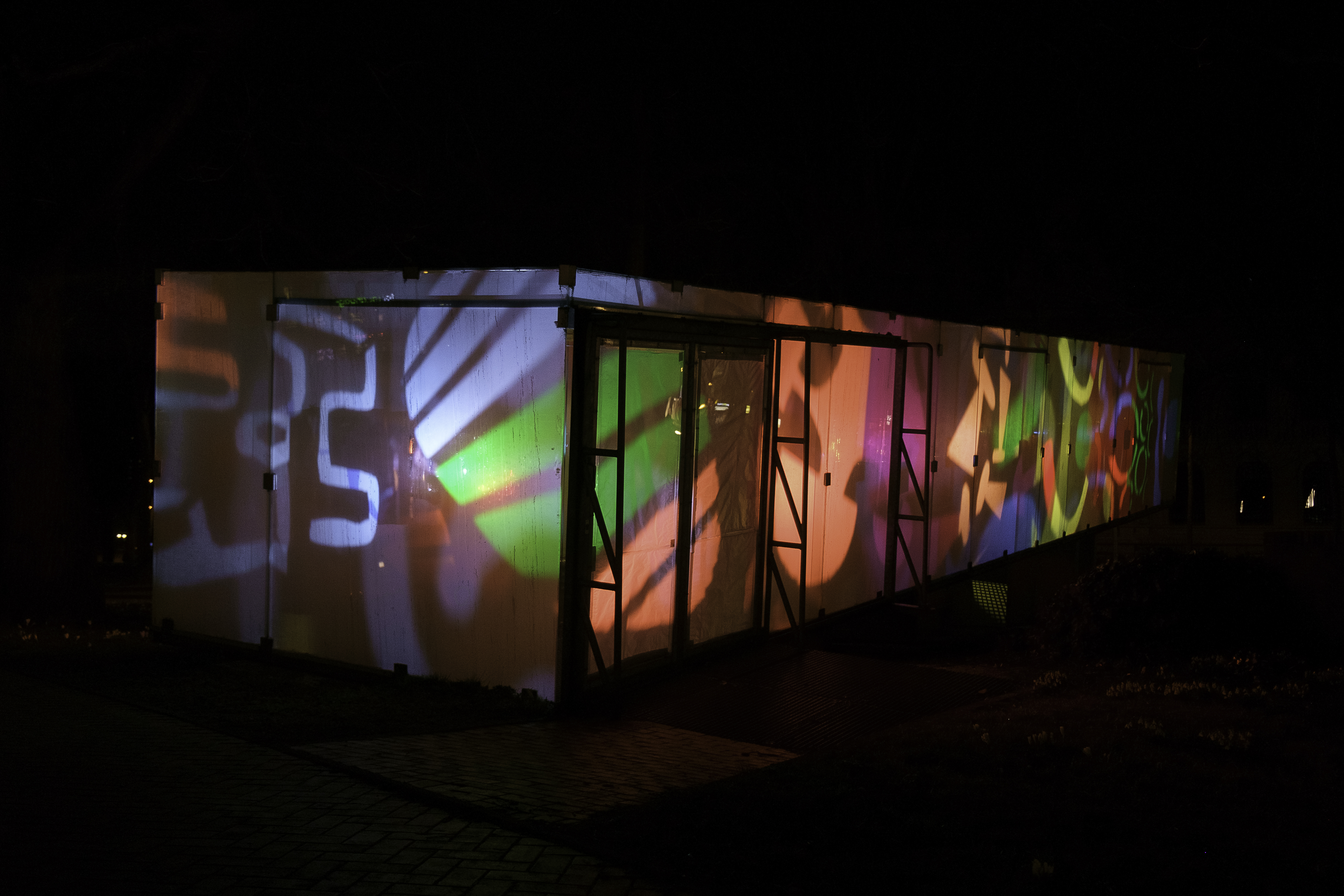
Tentoonstelling Laterna Magica (2016)
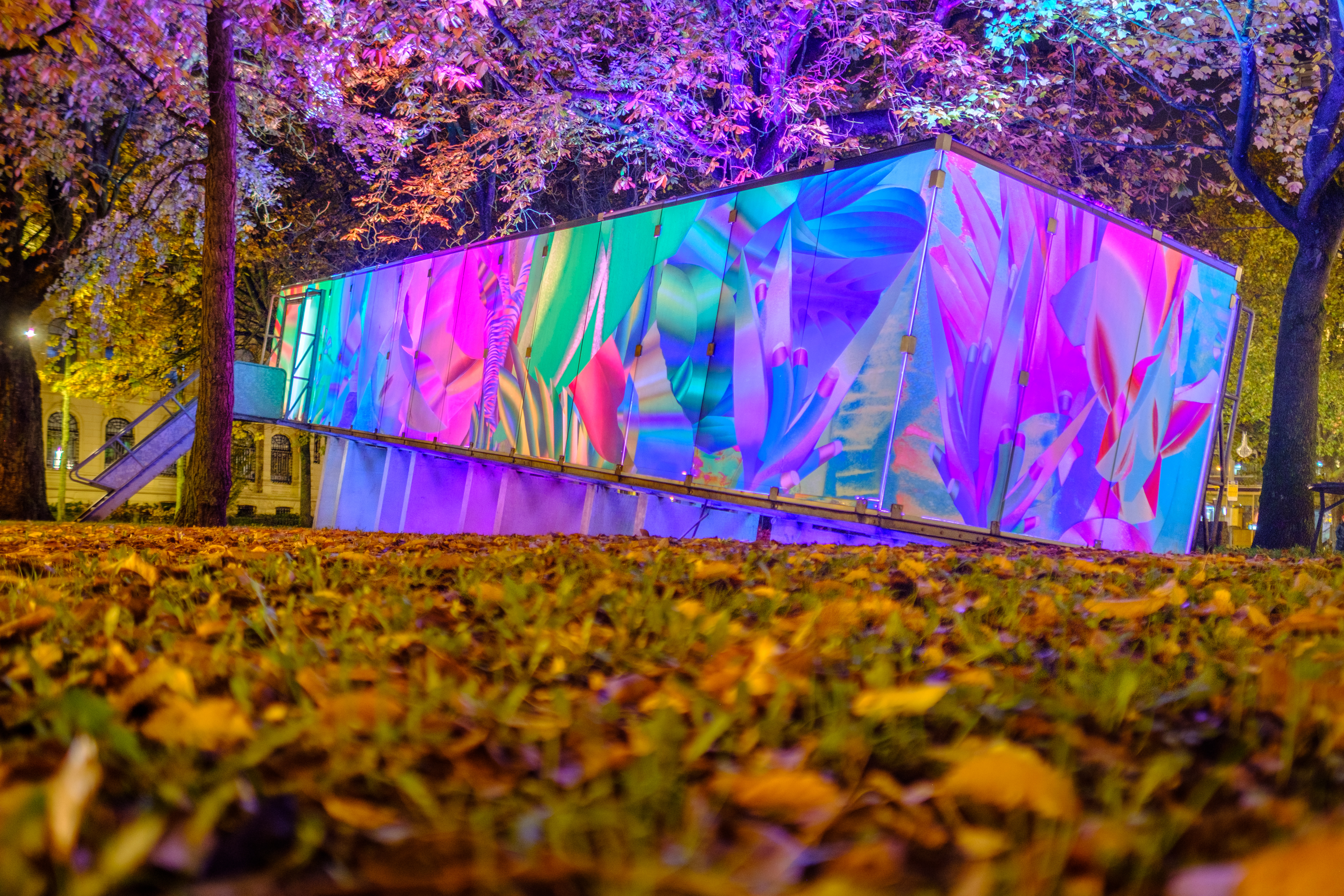
De gekantelde kas van Hadassah Emmerich (2023)
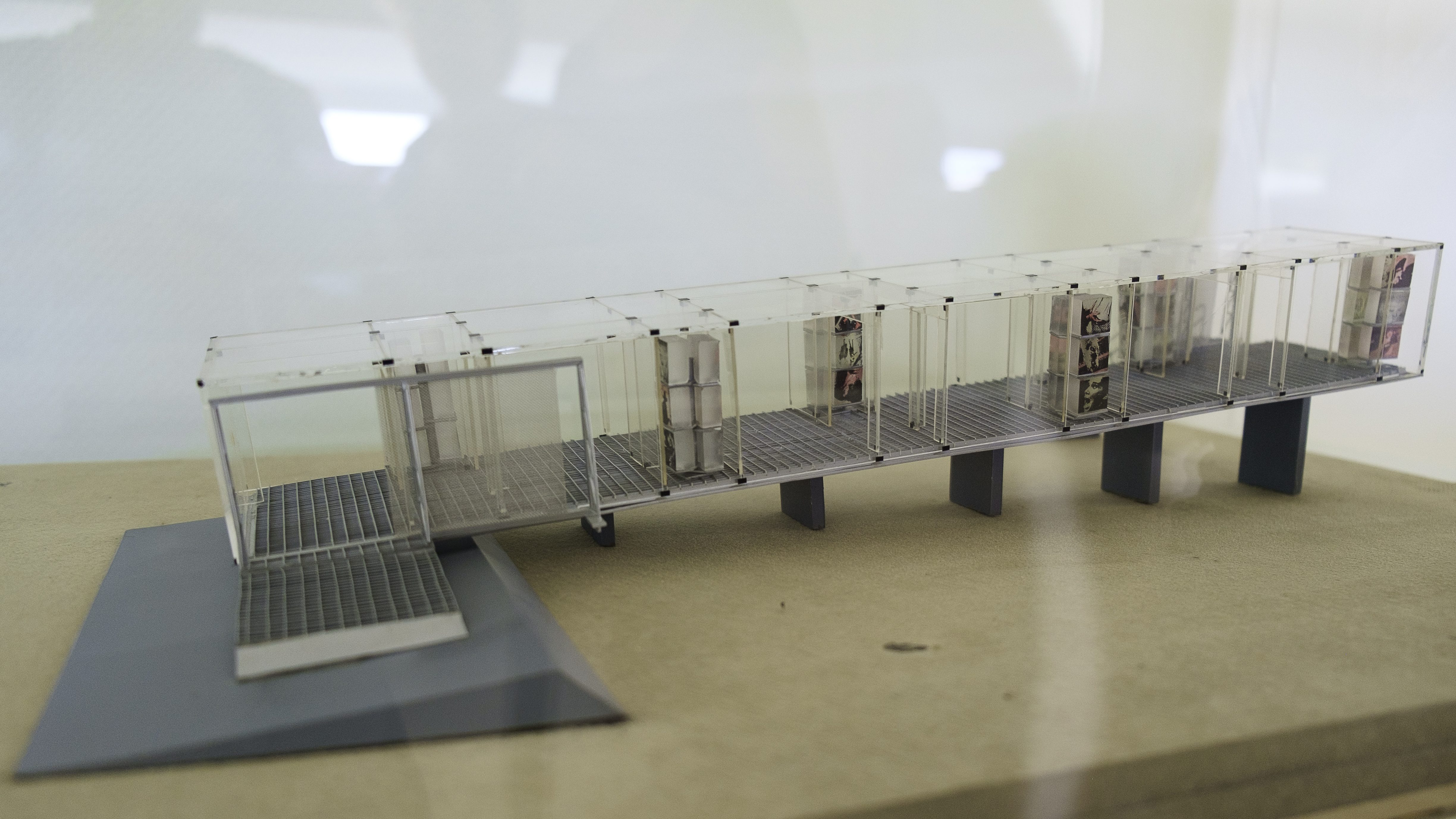
Maquette van het Tschumipaviljoen in het Wall House 2